# Janusz Wierzbicki (polityk)
Janusz Wierzbicki (ur. 12 kwietnia 1947 w gminie Jabłonna Lacka) – polski polityk, rolnik, poseł na Sejm II kadencji.

## Życiorys
W 1970 ukończył studia na Wydziale Rolnym Szkoły Głównej Gospodarstwa Wiejskiego w Warszawie. Był posłem II kadencji wybranym z listy Polskiego Stronnictwa Ludowego w okręgu siedleckim. W 1997 nie uzyskał reelekcji. W latach 2001–2002 pełnił mandat radnego sejmiku mazowieckiego. Działa w Ochotniczej Straży Pożarnej, prowadzi gospodarstwo rolne. Należy w dalszym ciągu do PSL.
W 2000 otrzymał Złoty Krzyż Zasługi.